# Histoire d'Uzès

Blason d'Uzès

L’histoire d'Uzès est liée à la conjonction de plusieurs facteurs géographiques et politiques. Sa naissance précède d'un siècle la construction du pont du Gard qui amenait l'eau de la fontaine d'Eure jusqu'à la ville de Nîmes.

## Les origines ligures et celtes de l'agglomération
La découverte en 2019 par l'Inrap d'un monument mégalithique circulaire (Cromlech) de dimension exceptionnelle indique une occupation importante remontant à la fin du néolithique/age du bronze qui n'a pas été localisée pour le moment .
Les hommes ont habité très tôt le site d'Uzès. Selon l'archéologue Jean Charmasson, tout a commencé dans la vallée, à proximité des sources de l'Eure, en raison de l'importance vitale de l'eau, qui y était abondante.
Les invasions celtiques du Ve siècle av. J.-C. contraignent les Ligures autochtones à transporter leur habitat sur la hauteur qui offrait une excellente position défensive avec ses à-pics sur la vallée, et que l'on protège d'une muraille de pierres au nord et à l'ouest.
À cette raison stratégique s'ajoute une situation privilégiée lors de la pénétration hellénique dans cette région : cet emplacement est le nœud d'un réseau commercial, un centre de transit. Les habitants ont dû tirer de larges bénéfices en imposant des droits de péage aux Grecs dont les caravanes allaient quérir en Cévennes des minerais nécessaires à leurs industries ; l'agriculture et l'élevage leur permettaient également de vendre quelques marchandises locales et les premiers produits de petites industries (poteries et tissage).
L'accalmie consécutive aux invasions, aux IVe siècle av. J.-C. et IIIe siècle av. J.-C., semble avoir permis de revenir au site de la vallée. A la population, se sont mêlés des éléments celtes de la peuplade des Volques Arécomiques (répandue dans le territoire de l'actuel département du Gard et dont Nîmes est la capitale). Porteurs d'une civilisation propre, ils s'ouvrent néanmoins très largement à l'influence des colons grecs dont ils adoptent ou adaptent l'art, la religion, l'écriture.
Les guerres ensanglantent les deux premiers siècles av. J.-C. Des sépultures attestent la résistance des Volques à l'effort des légions romaines du consul Cnaeus Domitius Ahenobarbus pour s'emparer des voies commerciales, mais aussi aux Cimbres et autres envahisseurs venus du Nord par la vallée du Rhône.
Un chenet en terre cuite protohistorique conservé au musée municipal Georges Borias témoigne d'une occupation du second âge du fer à peine repérée lors de travaux anciens.

## «Ucetia» gallo-romaine, ville résidentielle aristocratique sous Auguste
Les Romains après la conquête de la Narbonnaise dominent sur tout le Languedoc. La culture celto-grecque assimile progressivement l'influence de Rome. C'est l'heure de la civilisation gallo-romaine. Simple « castrum » ou camp retranché, la ville va accéder au statut de civitas. Par les progrès des relations avec les Grecs de Marseille, par la romanisation, cette période est celle d'une très grande prospérité qui se traduit concrètement dans l'urbanisme. La monnaie se substitue au troc. La vaisselle d'argile rouge et noire, dont des fragments ont été retrouvés, atteste des relations commerciales avec la Campanie. Après 49 av. J.-C. et la prise de Marseille par César, l'influence phocéenne sur la région décroît.
Uzès se rattache dès lors à la Nîmes augustéenne. Son développement en ville résidentielle pour une aristocratie romanisée est favorisé par la « Pax Romana ». Fonctionnaires ou notables nîmois, vétérans des légions trouvent ici un agréable séjour, comme l'atteste l'épigraphie (stèles des Caton, des Domitius Ahenobarbus, des Pompéius).
On[Qui ?] peut aisément imaginer[style à revoir], grâce à quelques découvertes faites dans le sol de la ville, la richesse du cadre urbain, avec ses temples (à Mars, à Auguste), ses demeures patriciennes luxueuses ornées de mosaïques, ses statues (à Jupiter, à Mercure).
En 2017, des fouilles archéologiques mettent au jour, sur le site de l'ancienne gendarmerie, un quartier antique remontant au Ier siècle avant notre ère. Des mosaïques polychromes dans un excellent état de conservation appartenant probablement à une riche Domus, sont ornés d'animaux (un hibou, un canard, un aigle et un faon), de motifs géométriques et d'une inscription gallo-grecque,.

### L'aqueduc du pont du Gard
Les routes, comme à Rome, sont bordées à la sortie de la ville de riches nécropoles. Dans cette ère de prospérité et de confort, une réalisation universellement connue est liée au nom d'Uzès : le captage de l'Eure au pied de la ville et la construction de l'aqueduc de 50 km qui, par le pont du Gard, conduit l'eau potable jusqu'à Nîmes.
On retrouve encore dans la vallée, sous les ronces ou à l'air libre, des vestiges du célèbre ouvrage. Et les eaux de l'Eure alimentent aujourd'hui directement la ville d'Uzès. La racine UR de Ura, l'Eure, signifie « l'eau ». La source a été d'abord divinité. À celle-ci se sont substituées les nymphes romaines, honorées par un collège de prêtres et auxquelles un certain Sextus Pompeius surnommé Pandus a élevé un monument pour avoir, de leurs eaux, fait « tant jeune que vieux, un salutaire usage » (inscription conservée en remploi dans un mur dans la cour du Duché).

### La christianisation
L'implantation du christianisme à Uzès est sans doute, d'après les historiens, moins précoce que ne l'a laissé croire la crypte du IIe siècle qui avoisine le duché. C'est au IVe siècle, au cours de l'ère constantinienne, que s'est répandue ici la religion nouvelle. Les premiers diocèses calqués sur l'organisation impériale se sont progressivement substitués à elle : ils apparaissent comme un rempart opposé à la barbarie et aux troubles.
C'est donc au IVe siècle qu'est fondé l'évêché d'Uzès.
Les premiers évêques, de riches notables, jouent un rôle considérable dans les domaines tant spirituel que temporel : ils ont pour tâche d'évangéliser, d'organiser les communautés, de les protéger des premières déviations (qui, en Languedoc, sont florissantes), de participer à des conciles, de construire ou reconstruire des églises. Ils doivent être, selon la formule de l'empereur Valentin, les « défenseurs de la Cité », les protecteurs de la population, des négociateurs politiques et artisans de paix. Ainsi se présentent à Uzès aux Ve et VIe siècles les Constance, les Roricius d’Uzès.
Leurs noms sont tombés dans l'oubli. Mais certains d'entre eux, par leur personnalité, leur piété, ont suscité la vénération de leurs contemporains et même de la postérité. Tels saint Firmin et son neveu saint Ferréol, tous deux évêques du VIe siècle, dont les reliques attirèrent à Uzès de pieux pèlerinages et, si l'on en croit la légende, furent l'occasion de nombreux miracles.
Tous deux avaient été aussi des bâtisseurs. Le premier fit construire une grande basilique dédiée à saint Baudile, martyr nîmois, dans le faubourg qui prit le nom ensuite de Saint-Firmin. L'autre fonda une abbaye au roc Auriol, au sud de la ville, et fit édifier une église Saint-Pierre et Saint-Paul.
À la fin du VIe siècle, on ne comptait pas moins de cinq églises à Uzès.

### Le haut Moyen Âge: migrations barbares et invasion musulmane
Pour la période alto-médiévale les documents ou vestiges de cette époque sont plus rares ; nombre de peuples se succèdent : Vandales, Wisigoths, Francs, Sarrasins. Durant cette période, Uzès fait alors partie de la Septimanie ; elle appartient d'abord aux Wisigoths puis aux Francs (en 532, Théodobert, petit fils de Clovis, entre dans Uzès après avoir battu les Wisigoths dans la plaine de Saint Eugène à Pont-des-Charrettes lors de la bataille dite des plaines de Saint Eugène). Puis vint l'heure de la renaissance carolingienne. Et l'on peut dire que c'est de Charlemagne que date l'organisation seigneuriale de la cité. Un comes, que le mot comte traduit de façon ambiguë, est le représentant du pouvoir centralisé institué par l'empereur. Lors du partage de l'empire carolingien, Uzès et ses dépendances seront rattachées à la Bourgogne arlésienne dans la Francie médiane (843) puis à la suite du traité de Prüm (855), au royaume de Provence.

## Le Moyen Âge

### L'intégration au royaume de France
Uzès et ses territoires furent rattachés à la Francie occidentale de 870 à 880 puis de manière pérenne sous le règne de Raoul, probablement avant que ne se constitue le royaume d'Arles en 933. Charles-Constantin de Vienne prêta hommage au dit roi en 931 pour le comté de Vienne qui, sans certitude, aurait pu comprendre en plus du Viennois, l'Uzège et le Vivarais. À contre sens de l'Uzège, le Viennois et le Vivarais retournèrent en 935 sous l'autorité du roi d'Arles Rodolphe II de Bourgogne avant d'être intégrés au Saint-Empire romain germanique en 1032.

### Les premiers seigneurs
Nous connaissons les noms de premiers seigneurs : Elzéart, Decan Ier d'Uzès, Bermond Ier d'Uzès. Celui-ci est célèbre parce qu'il fit élever en 1170 la grande tour carrée qui servait de donjon dans l'enceinte du château. D'où le nom encore utilisé de Tour Bermonde pour désigner la tour du Duché. C'est sous Charlemagne que les évêques sont habilités à battre monnaie. Ce privilège leur sera confirmé en 1156 puis en 1211. L'atelier de monnayage était sis en l'Hôtel de la Monnaie, dans la rue de ce nom, où une plaque de marbre commémore encore le fait. On a conservé trois pièces, deux en or, une en argent, dont l'une porte le nom de « sou de Charlemagne ».
Un autre nom brille d'un grand prestige dans le IXe siècle uzétien : celui de la princesse Dhuoda, épouse du duc de Septimanie, qui séjourna à Uzès sous la protection de l'évêque Éliphas et composa pour ses fils un remarquable traité d'éducation d'inspiration chrétienne : c'est le premier ouvrage écrit par une femme. Elle mourut en 843, après avoir composé sa propre épitaphe, dont le texte nous est connu. Sa sépulture pourrait bien être un jour découverte dans l'enceinte du château.

### Le printemps médiéval

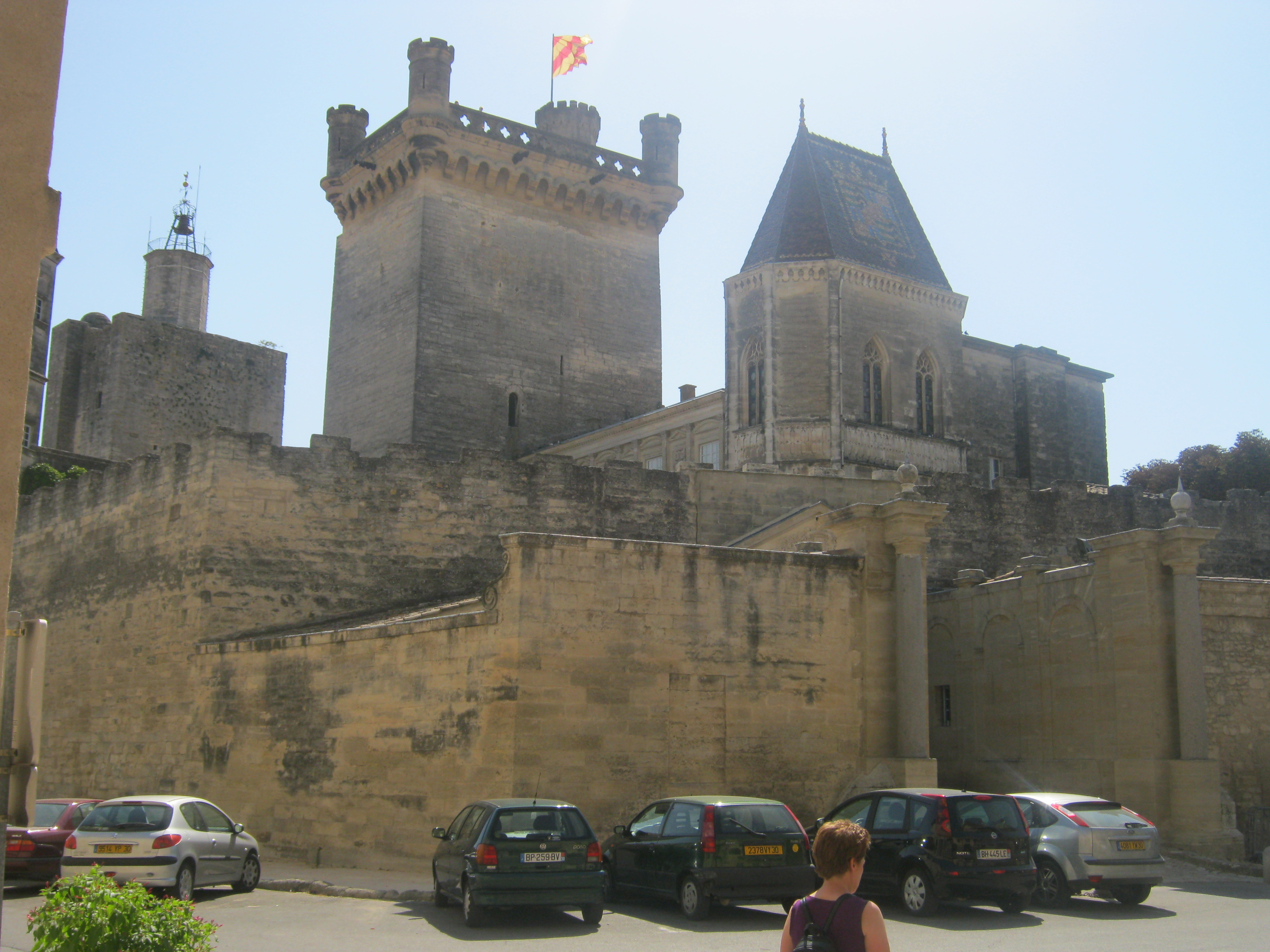
Le château du Duché

Avec le XIe siècle, s'ouvre, pour Uzès comme pour le Languedoc en général, une ère de prospérité et de grands changements. C'est alors que va se dessiner une physionomie de la ville qui variera peu jusqu'aux temps modernes.
L'essor économique et démographique entraîne richesse et constructions. Une classe aisée de bourgeois et de commerçants contribue au dynamisme de la cité. Les routes s'améliorent. Les premières fortifications de la ville sont construites en 1148 et ne cesseront d'être améliorées ou refaites. Si l'on a appelé le XIIe siècle le « printemps européen », il est aussi, pourrait-on dire, le siècle du printemps uzétien.
C'est au début du XIIe siècle que la seigneurie/viguerie est divisée entre un frère et une sœur, chacun développant son complexe castral. C'est sous l'épiscopat de leur frère, Raymond d'Uzès, que furent élevées l'enceinte et les portes de la ville, qui resteront sous la juridiction épiscopale ou communale, indépendamment des seigneurs. Au début du XIIIe siècle, les droits que le comte de Toulouse pouvait avoir sur ses vassaux est transféré à l'évêque. Il devient alors pour quelque temps le seigneur supérieur d'Uzès, au-dessus des deux coseigneurs. Peu après, l'évêque acquiert un quart de seigneurie, issu de l'indivision de la coseigneurie entre les descendants de Béatrice d'Uzès. L'autre quart fut acquis par le roi en 1493. Cette triple division de l'autorité sur la ville, entre les vicomtes puis ducs (1/2) l'évêque (1/4) et le Roi (1/4) entraîna des conflits de juridiction qui durèrent jusqu'à la Révolution.
Le clergé et les évêques voient leurs revenus s'accroître. Une cathédrale est construite en 1090. Détruite, dit-on, par les albigeois en 1177, elle est relevée bientôt après, dans les dernières années de ce XIIe siècle avec le magnifique campanile, ajouré de fenêtres, merveille de l'architecture romane, qu'on appelle la tour Fenestrelle. On construit alors d'autres églises : Saint-Géniès, dont les ruines sont encore visibles, Notre-Dame la Neuve, au sud de la cathédrale. Les tours imposantes qui symboliseront bientôt les trois pouvoirs (épiscopal, royal et ducal) sont édifiées du XIe au XIIIe siècle. De plus, il suffit de pénétrer dans les maisons, de parcourir les rues ou les places pour retrouver des témoins de cet essor médiéval : rez-de-chaussée voûtés, moulures, sculptures, escaliers à vis, tourelles, etc.
En 1214, l'évêque Raymond IV reçoit d'un certain Pierre de Nozières le terrain sur lequel sera édifié un « hospital des povres du Roc Auriol ». Agrandi au XVIIIe siècle, c'est aujourd'hui l'Hôpital général.

### La naissance du consulat
Il faut évoquer ici une conquête capitale, dont la date précise est difficile à fixer : la création des Consuls avec l'assentiment du seigneur et de l'évêque. Elle reflète l'émancipation de la nouvelle bourgeoisie. Uzès est l'une des premières villes du Languedoc à être dotée d'un consulat qui administre la cité (jusqu'à la création des mairies par Louis XIV) en assurant l'ordre et la défense des citoyens. Bientôt, le pouvoir royal trouvera son compte dans cet instrument d'opposition aux seigneurs et de liquidation de la féodalité. Une charte de Philippe VI de Valois en 1346, rédigée en langue romane et conservée encore aujourd'hui dans le bureau du maire, définit les droits et privilèges des nouveaux magistrats. Les consuls sont d'abord au nombre de deux puis de quatre, nommés, puis élus, et installés par l'évêque. Ils sont aidés par un corps d'officiers municipaux — clavaire, régent, greffier, crieur public, valet de ville, garde-terre, etc. Au début, ce ne sont que des notables, instruments dociles entre les mains des seigneurs. Peu à peu ils acquerront à la fois représentativité et autonomie, jusqu'à s'opposer parfois aux décisions et au pouvoir seigneuriaux, ce qui leur vaudra de Charles V le privilège de mettre en tête de leurs armoiries les armes de France.

### Deshérésiesau rattachement du Languedoc à la couronne

Carte du diocèse d'Uzès

Il y a un éveil religieux aussi aux XIe et XIIe siècles. Mais il se traduit de manière contradictoire à la fois par un esprit de réforme aux effets positifs et par l'hérésie, dont l'un des visages est le catharisme, largement répandu à Uzès. La croisade des albigeois, encouragée par l'Église, attise la violence. À Uzès, les albigeois détruisent la Cathédrale en 1177 ainsi que les églises Saint Pierre et Saint Paul, Saint Jean et Saint Ferréol. Mais on sait qu'à la faveur de la répression conduite par Simon IV de Montfort et par Louis VIII, le Languedoc et, avec lui, le comté d'Uzès sont alors annexés par la royauté. La soumission de l'hérésie à Uzès par Simon IV de Montfort, l'entrée de Louis VIII dans la ville en 1226, marquent un tournant dans l'histoire locale ; et le traité de Paris en 1229 sanctionne le rattachement à la Couronne du Comté d'Uzès.
Désormais trois pouvoirs s'exercent sur la ville : à ceux du seigneur et de l'évêque (celui-ci atteint alors son apogée temporel) s'ajoute le pouvoir royal représenté par le sénéchal à Beaucaire et, sur place, par la viguerie royal. Leurs domaines s'enchevêtrent.
Les querelles de suzeraineté entre les grands, les conflits de juridiction entre les diverses justices, remplissent pendant des siècles la chronique et profitent à la basoche (notaires, greffiers, officiers).

### Peste, famine, guerre – L'union des maisons de Crussol et d'Uzès
En 1328, la seigneurie d'Uzès devient vicomté. Par là, le roi Philippe VI de Valois entend honorer Robert 1er en récompense de son aide vaillante avec une troupe d'Uzétiens sur le champ de bataille de Cassel. En 1346, le roi accorde à la ville une charte instituant l'élection des consuls.
Au XIVe siècle, Uzès bénéficie, pour son commerce, de la proximité de la papauté installée à Avignon. Mais c'est l'époque de la guerre de Cent Ans. L'essor du Moyen Âge est soudain rompu par de graves fléaux. En 1348, une terrible peste s'abat sur la ville et la décime par familles entières. La campagne se vide. D'autres épidémies assaillent encore le pays en 1361, 1378, 1450. La misère est renforcée par les pillages ou les ravages des compagnies de Routiers, mercenaires sans emploi qui parcourent le pays. Les consuls renforcent les fortifications et protègent ainsi les citoyens, mais les routiers viennent se battre aux portes de la ville et brûlent même l'église et le couvent des Cordeliers en 1362.
C'est le duc d'Anjou, frère de Charles V, chargé de la province du Languedoc (il réside quelques jours à Uzès) qui, par une forte rançon, met fin à ce fléau national en 1374.
Les levées nombreuses d'argent et d'hommes suscitent des révoltes de paysans. En 1380, les Tuchins brûlent et pillent les châteaux aux alentours de la ville. On voit même une partie du clergé, à deux reprises, en 1314 et en 1470, se révolter collectivement contre l'évêque et refuser de payer des taxes jugées trop lourdes.
À côté de ces dures réalités, de la dévastation et de la misère continuelles, les évènements officiels même célèbres paraissent bien dérisoires : ainsi vers 1390, la prétention de l'évêque Martial d'ouvrir une porte dans les remparts pour se rendre de sa demeure à sa vigne. Dans le procès qui l'oppose aux consuls, ceux-ci, qui représentent la sécurité des citoyens, obtiennent aisément gain de cause auprès du sénéchal Enguerrand de Handru.
Les foires souvent liées aux pèlerinages continuent d'attirer foules et commerçants. Uzès est sur l'une des voies qui conduisent les pèlerins de l'Allemagne vers Saint-Jacques-de-Compostelle. La foire de la Saint-Firmin cependant est réduite de douze jours à trois jours par lettres patentes de 1358.
À la fin du XVe siècle, un mariage devait ouvrir à la maison d'Uzès une destinée brillante. Symone, dernière héritière de la vicomté, épouse Jacques Loys de Crussol, d'une noble famille du Vivarais. Ils unissent leurs domaines. Les Crussol d'Uzès s'illustreront désormais dans les hautes fonctions qui vont leur être confiées par la royauté.

## Époque moderne

### Lesguerres de Religion– Un évêque apostat
C'est ainsi que dès 1504 Jacques de Crussol d'Uzès est nommé par Louis XII sénéchal de Beaucaire. Il se distingue dans ses fonctions par une sage administration. Plus tard, il participe aux campagnes d'Italie. Il combat à Ravenne, est blessé mortellement à Fornoue.
Le XVIe siècle à Uzès a été marqué plus profondément par les effets de la Réforme que par ceux de la Renaissance. Très tôt les idées des réformateurs se sont répandues ici dans toutes les couches sociales, d'autant plus facilement que les notables les premiers donnent l'exemple et ne cachent pas leur sympathie pour la religion nouvelle. Ainsi Jeanne de Genouilhac, fille de Jacques Ricard de Genouillac, le grand maître de l'artillerie française sous François Ier, épouse de Charles de Crussol, et amie de Marguerite de Valois.
Les assemblées clandestines se multiplient aux abords de la ville, à Saint-Ferréol, à Servezannes, à Arpaillargues, ou dans les maisons des particuliers.
Des prédicants comme Guillaume Farel et Mauget les animent. La diffusion de la Réforme est rapide. Elle s'accomplit grâce à l'indulgence, parfois avec la complicité, des consuls.
En 1543 l'évêque, le duc et le viguier adhèrent secrètement à la Réforme, suivis bientôt par la bourgeoisie et le petit peuple. En 1546, Jean de Saint-Gelais se déclare ouvertement, entraînant dans l'apostasie une bonne partie du clergé et des fidèles avec la plus grande partie du chapitre. Il sera bientôt déposé par le pape. Crussol adopte une attitude plus ambiguë ou diplomatique qui lui permet de sauver des galères plus d'un sectaire.
Après la diffusion de la Réforme commencent les premières alarmes, quand la répression se fait sentir.
Il n'est pas possible d'entrer ici dans le détail de cette véritable guerre civile qui sème jusqu'à la fin du siècle la violence, les occupations d'églises, les marchandages, les meurtres, les expéditions punitives ou vengeresses. Les catholiques sont mis en minorité. Les réformés démolissent la cathédrale en 1563, rasent le faubourg et l'église Saint-Firmin en 1578. On assiste à des volte-face inattendues où l'on voit bien que la conscience religieuse a moins de place dans les motivations que les ambitions politiques ou les intérêts personnels. Des situations paradoxales aussi : par exemple un Crussol, calviniste, marchant à la tête des catholiques contre Damville, un catholique qui commande l'armée huguenote. Un demi-siècle de guérillas, de dénonciations, de pendaisons, de crimes, ne pouvait pas ne pas marquer profondément et pour de nombreuses années les mentalités.

### Premier duché-pairie de France
C'est au cours de cette tragédie que Charles IX élève le comte Antoine de Crussol à la dignité de duc (1565) et peu après de pair de France (1572).
Par là, le souverain veut honorer « l'ancienneté et la grandeur de la Maison de Crussol qui est l'une des meilleures de notre pays de Languedoc ». Mais il s'agit, dans une visée plus politique, de s'assurer le loyalisme de son « très cher et très aimé cousin ».
Avant Antoine de Crussol, Anne de Montmorency avait été fait duc en 1560. Celui-ci était donc chronologiquement comme en importance, le premier duc. Lorsque Henri II de Montmorency se révolta en 1632 contre Louis XIII, il fut décapité à Toulouse. Il mourait sans postérité. C'est ainsi que la famille de Crussol hérita du titre et des prérogatives de « premier duc et pair de France » qui lui donnaient à la Cour et dans le royaume une place enviée et lui valaient les charges les plus importantes.
L'expression de « premier duché de France », appliquée à Uzès, s'appuie historiquement sur cette promotion.
Au duc d'Uzès fut donnée aussitôt la sénéchaussée de Beaucaire et, peu après, Catherine de Médicis lui confia le commandement du Languedoc (1574) et la fonction de lieutenant-général.
Dès lors, par l'importance de leur position, par de fréquents retours dans leur fief, les Crussol d'Uzès se sont concilié dans la ville une grande popularité qui s'est manifestée dans tous les événements heureux ou malheureux de la famille ducale.

### La vie quotidienne à Uzès auXVIesièclevue par un témoin étranger
Un étudiant suisse, Thomas Platter, venu de Bâle pour étudier la médecine à Montpellier, a séjourné à Uzés six mois en 1597-1598. Son témoignage joint à d'autres documents anciens nous permet de nous faire une idée assez précise de la vie quotidienne des Uzétiens du XVIe siècle mais aussi du Moyen Âge, étant donné la permanence relative des mœurs et coutumes. La ville, nous dit-il, compte alors 500 feux. Les bourgeois y sont riches. La paix est revenue. Beaucoup de gens vivent du tissage et de la teinture. Il s'y fabrique « la meilleure serge, qui se vend dans beaucoup de pays ». Chaque famille file la laine chez elle. Les pauvres filent le chanvre. Il y a, sur l'Alzon, de nombreux moulins. Les moulins « bladiers » (à blé) permettent de fabriquer à Uzès le meilleur pain du Languedoc. On cultive, outre le blé, les oliviers, la vigne et les figues. La foire de la Saint-Firmin est fort fréquentée et il s'y fait un grand commerce de serge, mais aussi de châtaignes. L'état sanitaire est médiocre. La maladie des « écrouelles » est fréquente : elle nuit « à l'établissement (au mariage) des garçons et des filles ». Aussi, les huit pharmaciens font-ils leurs affaires, tandis que végètent les barbiers (chargés aussi des saignées). Processions, pèlerinages, exorcismes : la foi populaire est souvent associée au spectacle, à la fête, mais aussi à la superstition et même à la sorcellerie, pourtant sévèrement punies. Thomas Platter évoque la pratique de « nouer l'aiguillette » qui consiste, pendant une cérémonie de mariage, à prononcer une formule maléfique et à nouer un lacet en jetant une pièce de monnaie : l'effet recherché est de rendre le mariage stérile et de favoriser l'adultère. Certaines coutumes de Noël comme celle du « Cacho fio » se sont longtemps maintenues en Provence et en Languedoc.
Platter relate aussi les cérémonies. On aime la pompe des défilés solennels à travers la ville, minutieusement réglés dans leur protocole, pour l'entrée du duc ou de l'évêque. Les escortes à cheval, les figurations, les mascarades, les costumes, les couleurs, les discours ou compliments, les pièces de théâtre, dans les rues décorées de tapisseries et de feuillages. À ces notations d'un voyageur curieux, il faudrait ajouter ce que révèlent maints autres documents sur les nombreuses querelles pour des questions de préséance (dans les processions, les cortèges et à l'église) ; sur le rôle et la variété des corporations avec leurs costumes distinctifs, leurs enseignes et leurs « rois » ; sur les marchés : ceux-ci ont lieu sur la Place mais aussi dans les divers quartiers de la ville à jours fixes : marché aux œufs, à la viande, aux herbes, etc. Enfin c'est aux jours de grand marché que l'on expose au « costel », c'est-à-dire au pilori, ceux que l'on veut marquer d'infamie pour des vols ou des infractions diverses aux règles de la vie communautaire.

### Le grand siècle: de l'opulence économique à l'intolérance religieuse
La paix du règne de Henri IV inaugure une reprise de l'activité économique et une remontée démographique. Uzès va connaître un dynamisme constant au cours du XVIIe siècle jusque vers 1675. Il se traduit par le progrès du luxe, du confort.
La Contre-Réforme triomphe progressivement de la Réforme mais ce n'est pas sans soubresauts ni violences. Le premier tiers du siècle est agité par le duel des grands chefs des deux partis opposés : Henri de Rohan, gendre de Sully, qui a été nommé à Uzès même généralissime des églises réformées de France en 1627, et le duc de Montmorency. Tous deux viennent tour à tour dans les murs de la ville. Escarmouches ou batailles sont continuelles.
Mais la détermination de Richelieu et les moyens qu’il déploie lui permettent de faire capituler La Rochelle et Privas. Rohan et les protestants, découragés et épuisés, doivent se soumettre.
C'est alors que Louis XIII, le 10 juillet 1629, fait son entrée dans Uzès par une brèche pratiquée dans le mur du Portalet. Date importante puisque, par la « grâce d'Alais » rédigée avec Richelieu à Uzès, s'achève l'unification du royaume. Le monarque qui avait été accueilli, selon ses propos, à Marseille comme un roi et à Aix-en-Provence comme un dieu, entrait à Uzès et dans son château en maître sévère, jaloux de son autorité et pour recevoir la soumission d'une cité rebelle. Aussi ordonne-t-il la démolition des remparts et des défenses extérieures de la ville.
La prospérité matérielle est propice à la reconstruction des édifices religieux par une église rajeunie, zélée et enrichie. Nicolas II de Grillet (choisi par Louis XIII lui-même, et qui devait prononcer l'oraison funèbre du roi) décide, dès son intronisation, de relever la Cathédrale et l'Évêché. Les travaux, commencés en 1644, sont terminés seulement par son successeur, Jacques II Adhémar de Monteil de Grignan, le 22 avril 1663 ; et celui-ci commence en 1671 la construction du Palais épiscopal.
L'industrie des serges, cadis, cordelats est alors fort active. Laveurs, pareurs, foulonniers, exercent leurs travaux aux bords de l'Alzon. Le « label » d'Uzès pour la serge est fort prisé, et jalousement préservé au point que des imitateurs déloyaux (à Tarascon) encourent une condamnation du Conseil d'État. C'est dans ce siècle également que naît l'industrie de la soie qui atteindra son apogée au XVIIIe siècle.
On ne peut parler du XVIIe siècle à Uzès, sans nommer l’un des plus grands poètes français : Jean Racine. Il fait ici un séjour de plusieurs mois à partir de novembre 1661 chez son oncle maternel, le chanoine Sconin, official de l'évêque, dans l’espérance d’un bénéfice ecclésiastique, à défaut duquel il s’initie à la vie méridionale, lit et annote Homère et les grands tragiques grecs, plus que saint Thomas et les Pères de l’église. La ville s’enorgueillit aujourd’hui, à juste titre, de cette illustre présence et revendique quelque mérite dans la germination de génie racinien en cet instant privilégie où s’éveillent l’intelligence et la sensibilité d’une riche nature. Mais il est aussi un témoin : ses Lettres d'Uzès contiennent une foule de détails précieux sur la vie uzétienne au grand siècle vus par un esprit curieux, enjoué, cultivé, qui nous rapporte les mœurs, les costumes et les coutumes, mais aussi les intrigues politiques et religieuses. Elles sont en outre un document sur la personnalité et le talent naissant du futur auteur d’Andromaque et de Phèdre. Rien ne permet cependant d'affirmer comme on l'a dit qu'il ait composé ici ses deux premières tragédies : La Thébaïde et Alexandre le Grand.

### Révocation – Reconstruction – Révolution
Le XVIIe siècle se termine à Uzès sur une note plus sombre. Louis XIV signe le 18 octobre 1685 la révocation de l'édit de Nantes. Depuis quelques années déjà une Église triomphaliste pratiquait une sorte de chantage à la conversion des adeptes de la « RPR » (religion prétendue réformée). L'intendant Basville terrorise le Languedoc. On se convertit alors massivement et les « N.C. » (nouveaux convertis) doivent obligatoirement assister aux offices.
On sait les effets désastreux de la Révocation. Les protestants réfractaires n'ont d'autre solution que de fuir à l'étranger. Leurs biens sont réunis au « domaine du roi ». On abat les temples protestants d'Uzès. Nous connaissons la soixantaine de noms des Uzétiens qui, au risque des galères, prennent le chemin de l'exil : ce sont des bourgeois, des artisans (fabricants de chapeaux, de serges, cardeurs, pareurs) ou des commerçants dont le départ appauvrit la ville.
Cependant, on assiste à quelques reconstructions dues à l'impulsion d'un évêque très actif, Michel Poncet de la Rivière, dont l'épiscopat est un des plus longs de l'histoire de la ville (1677-1728). Cultivé, libéral, bâtisseur, il relève églises et presbytères de son diocèse et fait construire un séminaire en 1715.
Les effets de la Révocation se font sentir pendant une cinquantaine d'années. Les consuls jettent en 1718 un cri d'alarme : « La ville déchoit, disent-ils, à un point des plus fâcheux de sorte qu'elle ne peut plus se soutenir s'il n'est pourvu au besoin de rétablir le commerce sans lequel elle ne saurait subsister : celui des serges ». La frénésie religieuse resurgit au début du XVIIIe siècle avec la guerre des Camisards, qui s'accompagne de bien des révoltes contre la misère ou l'autoritarisme monarchique. C'est tout près d'Uzès que sont tués Abraham Mazel, prophète et chef camisard, et Pierre Coste, homme de lettres engagé dans la lutte.
Il faut arriver vers 1740 pour voir reprendre l'activité économique. Les cultures s'étendent (vigne et mûrier), le commerce reprend. La population s'accroît de nouveau. C'est la grande époque de l'industrie de la soie et de la fabrique du bas. La corporation des « débassaïres » est sans doute la plus importante de la ville et fait sa richesse. La paix et la prospérité revenues se traduisent dans des constructions ou des embellissements : les maisons sont aménagées ou agrandies ; en 1725, les Consuls font combler les anciens fossés de la ville, devenus peu salubres, pour faire une agréable promenade plantée d'ormeaux. Vers 1765, les six tours des remparts sont détruites, et l'on construit, sur les plans de l'architecte avignonnais Boudon, l'actuelle Mairie, près du duché, et l'actuelle église Saint-Étienne. Les casernes sont transférées de la Bourgade à l'emplacement du LEP et de la robinetterie d'aujourd'hui. L'essor économique favorise les échanges culturels. La vie sociale se développe. Quelques-uns des hôtels du centre de la ville réunissent les beaux esprits. Uzès, comme Paris, a ses salons philosophiques. Sans doute y manque-t-il des Uzétiens célèbres comme Firmin Abauzit (devenu bibliothécaire de la ville de Genève), célèbre inspirateur et ami de Jean-Jacques Rousseau, ou Pierre Coste, traducteur de John Locke, que la Révocation a contraints de s'exiler.
Uzès n'a pas été un foyer révolutionnaire. Mais elle a été d'autant plus vite gagnée par la contagion de la violence qu'on en avait ici une longue pratique depuis le XVIe siècle. D'ailleurs, l'action révolutionnaire est fortement teintée de l'atmosphère des guerres religieuses dont elle semble parfois être un prolongement.
On pille alors les richesses de la cathédrale (au début du siècle, Michel Poncet de la Rivière disait qu'elle était la plus belle du midi de la France) : on brûle les archives, les titres de noblesse. On multiple les expéditions destructrices. Le baron de Castille voit sa maison dévastée, son domaine d'Argilliers envahi et pillé. Troubles, perquisitions, fuites, bagarres, actes de banditisme : c’est le pain quotidien. Bien des prêtres réfractaires sont emprisonnés. Des notables comme Goirand de la Baume, arrêtés, sont pendus à Nîmes. En 1790, l'évêché est supprimé par la Constitution et le sera canoniquement par le Concordat en 1801. Le dernier évêque, Henri de Béthizy, poursuivi, s'exile en 1792. Et, pendant la Terreur, c'est à l'évêché que l'on emprisonne les suspects.
Les événements survenus à Uzès pendant la Révolution sont à l'origine de réactions un peu plus au nord, en Ardèche : les camps de Jalès.
D'autre part la Terreur blanche de 1815 a été particulièrement sévère dans la région.

## Le cadre urbain ancien

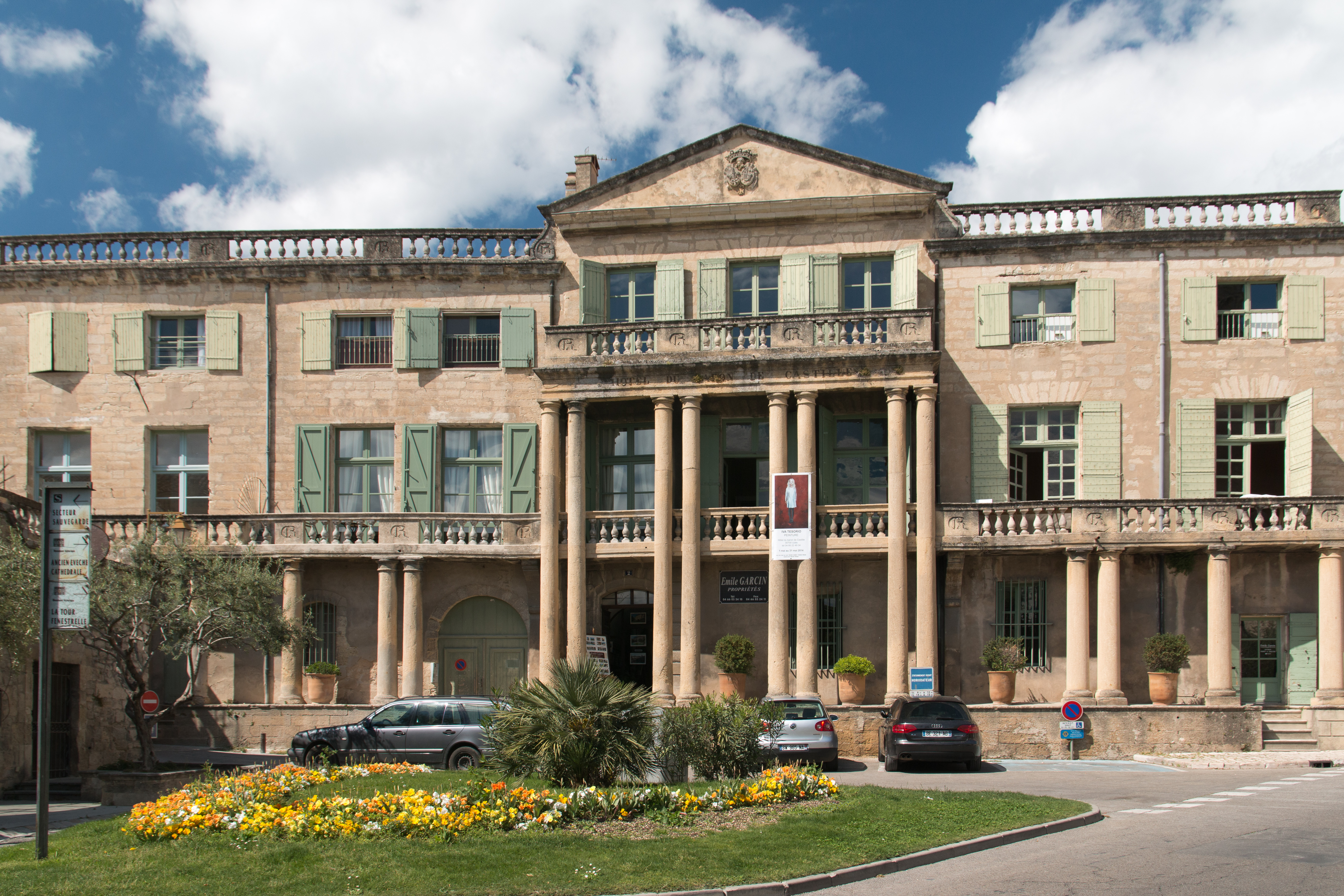
L'hôtel du baron de Castille

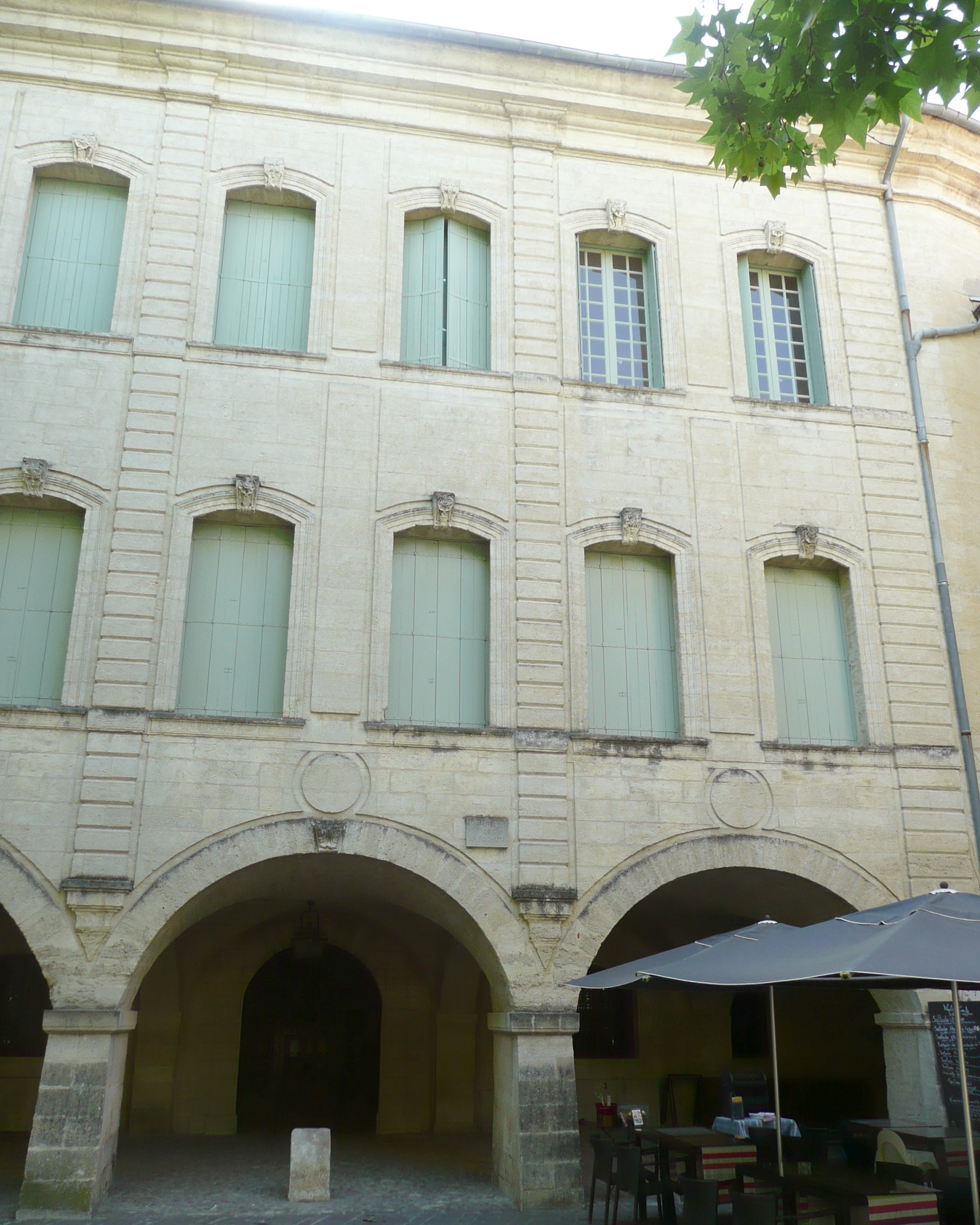
L'hôtel de La Rochette, place aux Herbes

Le plan de la ville a été modelé empiriquement. C'est la structure médiévale qui domine, et qui commande la configuration générale. Au centre, la forteresse seigneuriale primitive est le centre défensif, avec ses trois tours importantes qui, depuis le Moyen Âge, symbolisent les trois pouvoirs : tour ducale (ou Bermonde), tour de l'Évêque (avec son horloge), tour du Roi avec ses curieux mâchicoulis. La ceinture extérieure des remparts et des fossés, avec les quatre portes (porte Condamine, porte Saint-Julien, porte de Saint-Étienne, porte de la Barrière) impose le tracé du réseau des voies urbaines, apparemment désordonné, plus empirique que rationnel, et où la ligne droite est rare. À l'intérieur, un tissu complexe, un entassement de maisons, avec des rues étroites, des « calades », des « passages ». Il reste peu de façades typiquement médiévales, mais seulement quelques portes et fenêtres surtout du XVe siècle, quelques arcades gothiques (place Dampmartin). La voirie s'est développée surtout aux XVIIe et XVIIIe siècles.
À côté du bastion seigneurial, il y a deux autres foyers urbains : le quartier épiscopal (sur l'emplacement de l'hôtel du baron de Castille), avec ses dépendances et ses services, et la « Juiverie » toute proche ; d'autre part, la place publique qui est le lieu des rassemblements, des fêtes, des marchés, des proclamations solennelles. Elle a porté plusieurs noms : place des anges du Costel, place Royale, place de la Révolution, place de la République, place aux Herbes.
Cette physionomie n'a pas été altérée de façon importante par les destructions dues aux guerres. Et il y a une remarquable continuité entre le Moyen Âge et les siècles ultérieurs. Si l'on peut parler d'urbanisme dans le sens d'une action plus concertée, c'est au XVIIe et surtout au XVIIIe siècle où l'on introduit plus d'aération, des constructions plus spacieuses, des jardins et des cours. C'est au XVIIIe siècle aussi que disparaissent les éléments défensifs qui nuisent désormais à la circulation et à la salubrité. Dès lors, la ville semble se tourner vers l'extérieur et vers les boulevards construits sur les fossés qui deviennent des promenades ombragées, tandis que les maisons y restent adossées ou encastrées dans les anciennes murailles.
Le visiteur est étonné de trouver sur une superficie relativement réduite une telle profusion de riches et élégantes demeures, de riches hôtels auxquels la récente restauration a restitué leur éclat. D'une part seigneurs et gentilshommes de la contrée ont cherché refuge dans la ville aux heures sombres. Inversement les bourgeois enrichis par le commerce et les industries locales ont pu acquérir à l'extérieur terres et châteaux : ce double mouvement explique souvent le nom de ces hôtels qui correspond à des seigneuries ou domaines nobles (hôtels d'Aigaliers, d'Entraigues, de la Rochette, de Flaux, de Trinquelague, etc.). D'autre part nobles et notables ont constitué une société choisie qui a aimé, par mondanité ou intérêt, se regrouper autour des grands : du duc, proche du roi en sa qualité de 1er duc et pair de France ; de l'évêque, membre des États du Languedoc.
On trouve aussi les noms de célébrités diverses : viguiers royaux, sénéchaux, consuls, maires, marchands, apothicaires (comme ce Moyse Charas, illustre auteur de la Pharmacopée royale), professeurs ou hommes de lettres, comme l'exégète hébraïsant Jean Mercier.
Dans les demeures comme dans l'urbanisme, la continuité est manifeste entre le Moyen Âge et la grande époque uzétienne des XVIIe et XVIIIe siècles.
Dans chacune, il y a cependant une dominante : elle est médiévale dans la vaste maison à arcades ogivales, ornées de clés armoriées des du Roure (place Dampmartin) ; plus fréquemment elle est « Renaissance », avec cet art si particulier d'utiliser les espaces, de les orner de frises raffinées, avec des fenêtres à meneaux (hôtel Dampmartin, hôtel de Trinquelague, hôtel de Massargues, etc.). Plus nombreux sont encore les hôtels à dominante classique du XVIIe  ou du  XVIIIe siècle (hôtel de la Rochette par exemple, sur la place aux Herbes, où se remarquent les transformations de l'architecture de trois siècles consécutifs).
Il y a eu chez les riches propriétaires un désir d'ostentation manifeste et une sorte d'émulation dans le luxe. Partout ce ne sont qu'escaliers à vis, tours hexagonales ou rondes, souvent en saillie, quelquefois flanquées d'une tour adjacente ; vastes salles ornées de cheminées historiées, de plafonds à la française. Beaucoup de demeures sont situées entre cour et jardin ; celui-ci peut être « suspendu » comme à l'hôtel de Flaux, refuge inattendu, calme et fleuri, au pied de la sévère tour du Roi.
Il faut entrer dans les cours pavées où se trouvent souvent le puits privé et un type d'escaliers qu'on a parfois appelés escaliers d'Uzès, bordés de balustres sculptés, comportant piliers, arc rampant associé au plein cintre ; coupoles appareillées en assises concentriques. Fait particulier à Uzès aussi : la pierre a été en mainte maison extraite sur place, du sol même : d'où ces caves profondes, voûtées, dont certaines s'avancent sous les rues. Que dire des rampes, ferronneries diverses, que l'on trouve à foison dans les escaliers, aux balcons, aux fenêtres, de ces portes sculptées, de ces corniches, frises, moulures, heurtoirs anciens ?
On peut lire fréquemment les étapes de la construction dans sa continuité à travers les siècles : le XVIe siècle côtoie le Moyen Âge, le XVIIe se superpose sans discordance au XVIe. La fusion partout a été réussie, dans l'harmonie, grâce au talent des artisans et à la permanence des techniques.

### La cathédrale
Quelques bâtiments importants retiennent l'attention. Et tout d'abord la cathédrale Saint-Théodorit d'Uzès. Elle est située sur une promenade autrefois plantée d'ormeaux, aujourd'hui de marronniers, terminée par une terrasse d'où l'on découvre la vallée et la garrigue et, de l'autre côté, le panorama de la ville. La cathédrale a été précédée d'autres édifices dont le dernier, celui du Moyen Âge a été en majeure partie détruit en 1563 au cours des guerres de religion. La façade plaquée en 1871 apparaît comme un anachronisme et une faute de goût à côté de l'élégante tour Fenestrelle, de pur style roman. Les vitraux du XIXe siècle ont remplacé un vitrage plus clair dans la manière classique : ils empêchent d'apprécier le caractère original de cet édifice bien proportionné qui fut consacré par Jacques Adhémar de Monteil en 1663. Par suite du pillage des révolutionnaires, on ne peut malheureusement qu'imaginer la richesse intérieure du monument au XVIIe siècle, la grille en fer forgé qui séparait le chœur de la nef, les tapisseries, le mobilier gris et or, les peintures répandues à profusion, les stalles des chanoines, le trône épiscopal. On peut encore admirer le style classique des balustres des grandes tribunes et les ferronneries ciselées offertes par le chanoine Sandrier en 1685, bordant les tribunes basses.

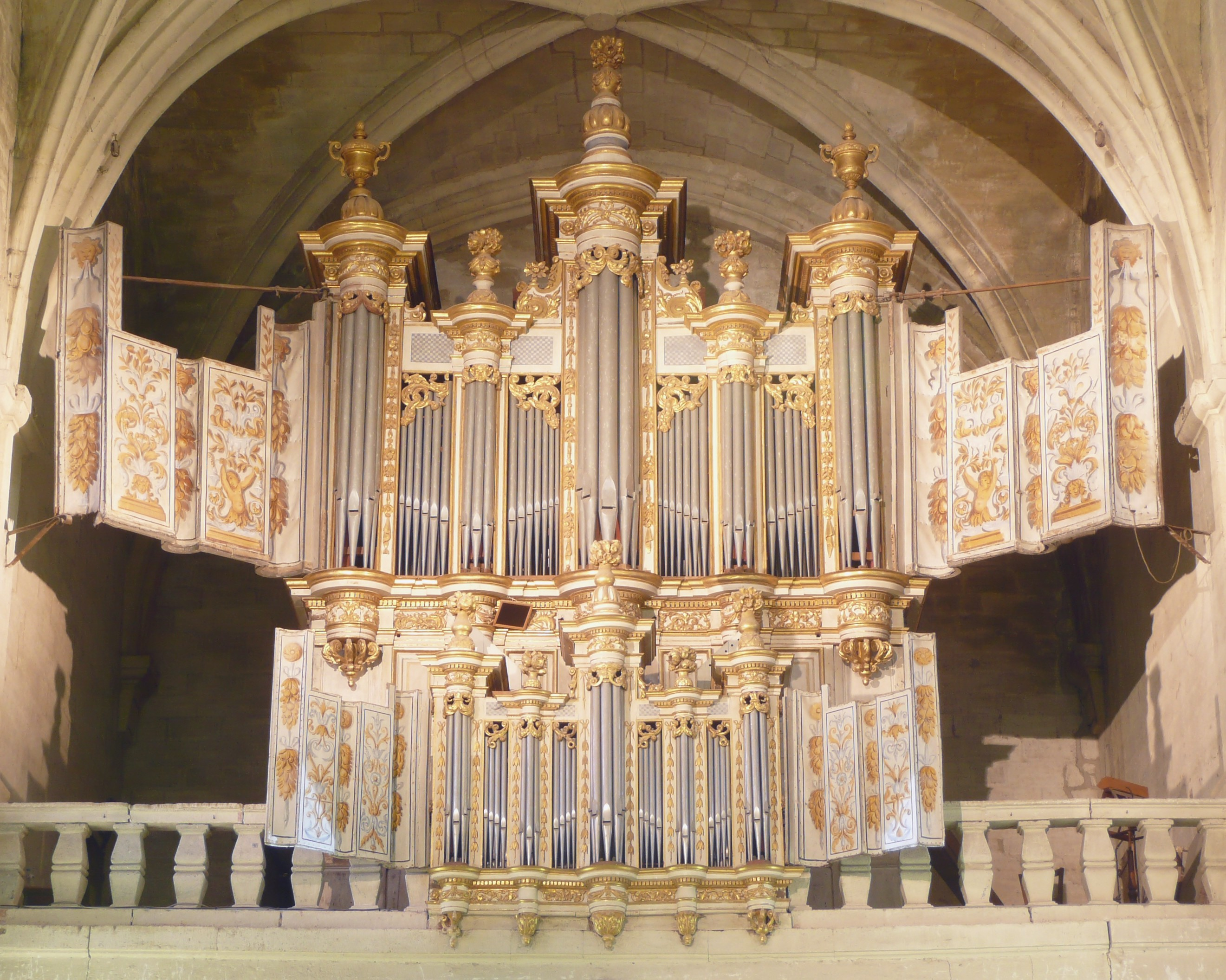
L'orgue de la cathédrale

L'orgue seul a été épargné : il reste le joyau de l'édifice, avec son double buffet à volets, gris et or, sa belle ornementation, ses ciselures, moulures, pots de fleurs. Il est, par ses sonorités et sa mécanique, un témoin précieux de la facture classique française, surtout depuis sa restauration par A. Kern, de Strasbourg, en 1963-1964. Contemporain des Couperin, des Grigny, des d'Aquin, il permet d'interpréter les œuvres de ces compositeurs de la fin du XVIIe siècle et du XVIIIe siècle, avec la plus authentique fidélité. D'où sa juste et large réputation qui attire à Uzès organistes et mélomanes.
Quatre sacristies spacieuses lambrissées de noyer attestent la richesse de la cathédrale du temps des évêques.

### Le palais épiscopal
Le palais épiscopal jouxte la cathédrale au nord. Il rappelle, lui aussi, les fastueux épiscopats de Jacques Adhémar de Monteil (oncle du gendre de madame de Sévigné), et de Michel Poncet de la Rivière, qui y organisa de riches réceptions.
La vaste cour donne accès à une remarquable façade dans le style classique d'influence italienne, qui aligne son ordonnance équilibrée, ses fenêtres à frontons, son balcon soutenu par des atlantes. Un escalier d'honneur orné de statues donnait accès à de nombreuses pièces d'amples proportions, largement ajourées et plafonnées à la française, décorées de moulures, de gypseries, de cheminées monumentales et de tapisseries. Malheureusement un accident est survenu il y a quelques années : l'effondrement de la partie centrale à l'intérieur des murs de l'édifice. On souhaite une très prompte réfection qui permettrait d'utiliser dignement cette vaste et belle demeure. Actuellement la partie sud, restaurée, sert de local aux archives municipales et au musée de la ville.

### Le Duché
Uzès possède en son centre, le seul château en France qui ait, comme on l'a dit, l'honneur de porter le nom de Duché. L'origine de cet important ensemble architectural remonte très haut : centre du 
« castrum » gallo-romain, puis forteresse seigneuriale au XIe siècle, le Duché traduit visiblement l'ascension historique de la maison d'Uzès. La partie la plus ancienne est la Vicomté, bâtiment et tour, ainsi que la tour Bermonde. Le couronnement de celle-ci a été démoli à la Révolution et reconstruit au XIXe siècle (1839).
L'entrée ancienne était plus près du couchant et de la tour de la Vigie. La partie centrale, visible seulement de la cour, correspond à l'époque où le vicomte de Crussol d'Uzès obtint de Charles IX les titres de duc et pair. La façade Renaissance attribuée au crayon de Philibert Delorme est intacte : elle présente un des premiers exemples de superposition classique des trois ordres d'architecture : dorique, ionique et corinthien. Elle témoigne de la volonté du nouveau duc d'affirmer sa nouvelle dignité et d'une époque où l'on est plus préoccupé d'art que de stratégie défensive. La chapelle du XVe siècle avec ses tuiles vernissées aux armes des ducs a été plusieurs fois restaurée. La devise de la maison d'Uzès se lit au-dessus d'une porte du bâtiment central, au pied du bel escalier d'honneur : Ferro non auro (« Par le fer, non par l'or ») proclamant un idéal de bravoure, mais peut-être aussi, du moins l'a-t-on supposé, une situation financière médiocre.
La marquise de Crussol a vécu au château à partir de 1951, y engageant d'importants travaux de restauration. En 1957, elle l'a acheté à son neveu Emmanuel Jacques de Crussol, 15e duc d'Uzès, qui n'avait pas les moyens de l'entretenir. Aujourd'hui, c'est le petit-fils de la marquise, Jacques de Crussol, 17e duc d'Uzès, qui séjourne au château et veille à son entretien,.
Le « Duché » se visite. On peut accéder à la tour Bermonde, d'où la vue embrasse la vieille ville et ses toitures de tuiles romanes, et se porte jusqu'à l'horizon de la garrigue environnante.

## LeXIXesiècle

### La léthargie provinciale
La Révolution a été fatale aux deux pouvoirs dont les fastes et les querelles avaient rempli l'Ancien Régime : le Duché et l'évêché. Désormais, au XIXe siècle, l'histoire d'Uzès se démocratise, s'embourgeoise, se provincialise. La lutte pour la vie prend le pas sur les « événements ». Le siècle est fertile en alternances politiques : Uzès les accueille avec un mélange de passion et de docilité, ou d'opportunisme. Les antagonismes religieux du passé y sont relayés par les orageuses oppositions entre royalistes et républicains. Quelques fusillades ou bagarres, l'assassinat du vicomte de Dampmartin, maire de la ville, en 1852, ne sont ici que les échos affaiblis de l'histoire nationale.
Mais c'est la préoccupation économique qui tient une place prépondérante. La première moitié du siècle est prospère. Une population active bénéficie de l'extension progressive de la vigne en Uzège, de l'utilisation de nouvelles techniques agricoles, mais surtout d'une industrie spécifique : la fabrication de la soie qui occupe, vers 1830, près de deux mille personnes. Mais une économie qui se fonde sur une seule activité est fragile. On le voit bien lorsque surviennent, presque à la fois, la concurrence du coton, dans les années 1840, et les maladies du ver à soie. À partir des années 1850, les épidémies d'oïdium puis de phylloxera déclenchent le mouvement de l'exode rural et de la dépopulation. L'appauvrissement ne va pas cesser de s'accentuer jusqu'au milieu du siècle suivant. L'Uzège se survit en s'isolant, comme beaucoup de communes rurales dans le même temps, en une sorte de système autarcique.
De la phase prospère datent quelques embellissements apportés à la ville : en 1836, on a aménagé la Promenade des marronniers ; on construit la terrasse en 1854. Le maire de Robernier, sous la Restauration, rachète le Duché pour le restituer au duc revenu d'exil. Le Collège secondaire, fondé par trois notables de la ville après la Révolution, est logé dans les bâtiments de l'actuel lycée, construits en 1837. En 1853, on installe dans la ville les fontaines. Mais en 1866, les édiles refusent la subvention nécessaire pour construire une gare de chemin de fer prévue au lieu-dit « la Croix des Palmiers ».
L'isolement de la cité est désormais renforcé par son éloignement des grands axes routiers ou ferroviaires.

### Trois hommes célèbres
Parmi les personnalités marquantes du siècle, il faut citer les peintres Xavier Sigalon, mort à Rome en 1834, et Ferdinand Roybet ; l'Amiral de Brueys, rival malheureux de Nelson et en l'honneur de qui Uzès avait érigé une statue à l'entrée des « Marronniers ».

### Un grand économiste
Une autre brillante célébrité a, à la fin du XIXe siècle et au début du XXe siècle, contribué à la renommée de la ville d'Uzès : c'est Charles Gide, le grand économiste, professeur au Collège de France, qui fut l'apôtre du pacifisme, de l'idée coopérative, et le promoteur, à l'encontre du capitalisme libéral, du marxisme et de l'anarchisme, d'une sorte de socialisme réformiste et chrétien. Ses œuvres ont été traduites en toutes les langues.

### Une grande duchesse
La duchesse douairière, née Anne de Rochechouart-Mortemart, à la mort de son mari, Emmanuel de Crussol d'Uzès, décida de personnifier, en plein régime républicain, le premier pair de France dont elle prenait la place. On connaît son influence, ses relations, sa notoriété, son dynamisme, ses qualités artistiques, son féminisme, ses chasses à courre. Elle fut enterrée en 1933 au Carmel auprès des Crussol d'Uzès.

## LeXXesiècle

### Réveil et restauration
Au début du XXe siècle, le déclin s'accentue. La ville sombre dans une sorte de léthargie. Il sera courant plus tard d'évoquer Uzès comme une sorte de Belle au bois dormant.
La chute de la population est symptomatique. On est passé de 10 000 habitants au XVIIIe siècle à 3 500. La pauvreté s'est accrue faute de solutions de rechange aux activités traditionnelles ou de capacités de reconversion. Du moins cette misère a-t-elle contribué à sauvegarder le patrimoine architectural en interdisant les destructions qu'aurait pu entraîner un urbanisme modernisateur, comme le cas s'en est présenté un peu partout. Mais les immeubles se délabrent, les toitures ne sont pas refaites, les infiltrations ruinent les demeures de la vieille ville dont certaines s'effondrent.
Qui a pu voir Uzès vers 1950, après les deux guerres mondiales, dans cet état d'abandon et de ruine et le voit aujourd'hui, peut mesurer l'immense chemin parcouru grâce à quelques paris décisifs de la ville pour enrayer le processus de dépérissement.

### Le passé retrouvé et exalté
On pouvait se contenter de détruire les immeubles insalubres. Hardiment le choix des édiles s'est porté vers la restauration de la vieille ville. La marquise de Crussol joue là encore un rôle décisif. Au début des années 1960, elle intervient vigoureusement auprès d'André Malraux, ministre des Affaires culturelles, pour qu'Uzès bénéficie de sa loi de 1962, qui permet de préserver et de mettre en valeur le patrimoine. C'est ainsi qu'en 1965 onze hectares de la ville sont classés en secteur sauvegardé.
La reprise de quelques activités économiques est accompagnée alors d'une légère augmentation de la population et de la création de quelques emplois. L'usine de réglisse Zan est célèbre en France : elle utilise aujourd'hui environ 350 employés. Il existait aussi une robinetterie, une fabrique de produits réfractaires, un atelier de confection de sous-vêtements rattaché à la maison Éminence. Tout cela justifiait la politique ambitieuse qui a été choisie.
Nous ne pouvons entrer ici dans les détails de l'opération. Mais il suffit de traverser la Place aux Herbes et de parcourir les rues avoisinantes pour mesurer la portée de l'effort entrepris par les pouvoirs publics et par les propriétaires, subventionnés par l'État, ainsi que le goût qui a présidé aux réalisations.

### Cité artistique et culturelle
Les effets de la restauration ne se sont pas fait attendre. Plus accueillante, la ville a attiré une nouvelle population (on prévoit environ 9 000 habitants au prochain recensement) ; a modifié et amélioré son standing économique, suscité l'expansion du commerce, du bâtiment, de l'artisanat et du tourisme, développé l'esprit d'initiative. Comme le Moyen Âge avait poussé des faubourgs à l'extérieur de ses remparts, la ville s'est étendue au Nord pour ne pas nuire à l'esthétique du centre. De plus la restauration fait « tache d'huile ». Les petits propriétaires remettent en état les vieilles maisons, ravalent les façades, respectent l'environnement. Uzès s'est vu attribuer dans le même temps un hôpital psychiatrique départemental qui occupe 500 employés et, plus récemment, les Haras nationaux, installés dans la plaine des Tailles. Cette relance s'accompagne d'un essor artistique et culturel qui est perçu comme une vocation de la ville historique : concerts d'orgue, « Nuits d'Uzès », semaine musicale, expositions de peinture ou d'artisanats, multiplication des associations de caractère culturel. Enfin, le rayonnement d'Uzès, son intérêt historique et architectural, ses manifestations diverses ont fait faire un bond considérable au tourisme.
En raison de l'effort accompli sur tous ces plans, la ville a obtenu en 1974 le « Prix National du développement harmonieux des petites villes ». Dans le même temps cependant, le lycée d'Uzès était menacé de suppression par une administration planificatrice. Cette mesure pouvait porter un grave coup à l'économie et aux familles d'Uzès et de l'Uzège. Pendant près de sept ans, dans une solidarité remarquable, la population et les élus locaux ont lutté contre cette fatalité et, par des initiatives ingénieuses et originales qui ont donné à leur défense un retentissement national, ont obtenu le maintien de l'établissement du second cycle et même son développement, comme l'attestent les panneaux de victoire que l'on peut lire en ville. Ce qui était en jeu, c'était l'économie tout entière d'une petite région dont Uzès est comme la capitale, la possibilité de « vivre au pays », et une « qualité de vie » qui est ici une réalité bien plus qu'un programme.